# Mystery Case Files
Mystery Case Files (скор. MCF, приблизний переклад: «файли містичних справ») — серія пригодницьких ігор в жанрі пошуку прихованих предметів, яку розробляє українська компанія «GrandMA Studios» і видає американська компанія «Big Fish Games». Перші ігри серії «Big Fish Games» розробляла власноруч, пізніше розробка гри була передана російській компанії «Elephant Games», далі сербській компанії «Eipix Entertainment», а після цього українській компанії «GrandMA Studios», яка розробляє їх і донині. Ця серія ігор знана своїми «головоломками з прихованими предметами»: для того, щоб просуватись у грі, гравець у ролі Майстер-Детектива (англ. Master Detective) має знаходити предмети, сховані серед багатьох інших предметів на ігровій локації.
Найостаннішою грою серії наразі є «Mystery Case Files: The Riddle of Mrs. Bishop», яка була випущена 26 листопада 2024 року і є 27-ою за рахунком, якщо не рахувати гру спін-оф «Fragments of Truth: An MCF Story», випущену 17 липня 2025 року. Про завершення серії не повідомлялося, тому слід очікувати в майбутньому наступних ігор цієї серії.
Всі ігри серії є англомовними, кожна гра також перекладалась німецькою та французькою мовами (окрім озвучування персонажів). Останні ігри серії доступні лише цими трьома мовами, хоча до цього ігри перекладались значно більшою кількістю мов. Крім цього, компанія Alawar Entertainment локалізує ігри російською мовою під назвою «За сімома печатками» (рос. За семью печатями). Ігри розроблюються для операційних систем Microsoft Windows та macOS, декілька з них доступні для Nintendo, iOS та Android.
Автором ідеї і головним дизайнером «Mystery Case Files» протягом перших дев'яти ігор серії був американський гейм-дизайнер Едріан Вудс.
В 2007 році «Big Fish Games» твердила, що 100 мільйонів осіб грали хоча б у демо-версію якоїсь гри з серії «Mystery Case Files».

## Сюжет
Сюжети ігор розгортаються навколо детектива із детективного агентства «MCF», якого відправляють розслідувати найзаплутаніші та найнебезпечніші справи (або на які він натикається сам, випадково), часто містичні, пов'язані із магією чи надприродними явищами (духами, привидами, воскреслими мерцями, проклятими предметами тощо). Прибуваючи на місце подій, детектив одразу починає шукати докази (предмети, які розкриють йому суть подій) та розмовляти зі свідками. При чому, об'єктом розслідування не обов'язково є злочин: це може бути зникнення певної людини або групи людей, дивні події, які ніхто не може пояснити тощо. В кінці гри, детектив, який вже з'ясував що і чому відбувається, перемагає антагоніста та/або усуває причини небажаних явищ. Сюжети деяких ігор полягають в тому, що антагоніст викрадає або заманює детектива у пастку, поміщає його в небезпечні умови або обмежує його свободу, і ціллю гри є звільнитися і втекти.
В більшості ігор антагоністами є або представники родини Далімарів, які прагнуть досягти безсмертя за будь-яку ціну (навіть ціною життів інших людей), або злі духи, самі по собі чи люди якими вони оволоділи.
Дія сюжетів більшості ігор відбувається на території Великої Британії, як у вигаданих локаціях, так і у реально існуючих: Блекпул, Манчестер, Північний Йоркшир та інші. Іноді, дія відбувається на території Сполучених Штатів Америки. Дія всіх сюжетів відбувається в наш час, хоча іноді головному герою доводиться працювати на локаціях, які сильно застрягли у минулому (ніяк не змінювалися протягом тривалого часу), іноді аж на декілька століть (зокрема, частина локацій гри «Ravenhearst Unlocked» застрягла аж у середньовіччі). Іноді антагоністи ретельно відтворюють події минулого, змушуючи детектива побувати в цих подіях. При цьому помітно, що ігри зроблені в атмосфері ретро-стилю. Досить багато локацій в іграх представляють вікторіанську архітектуру та інтер'єр, а такі сучасні пристрої як комп'ютери та автомобілі зустрічаються нечасто.
Відмінно від більшості інших серій ігор жанру пошуку прихованих предметів (англ. hidden object puzzle adventure, скорочено "HOPA"), сюжети кожної з ігор не є окремими, а разом утворюють ігровий всесвіт. Його локації, персонажі та сюжетні лінії продовжуються із гри в гру. Зокрема, в серії «Mystery Case Files» присутні декілька сюжетних ліній, які продовжуються протягом декількох ігор:
- Маєток Рейвенхарст — сюжетна лінія, яка відбувається у маєтку поблизу міста Блекпул, побудованому наприкінці 19-го сторіччя чоловіком на ім'я Чарльз Далімар для своєї коханої Емми Рейвенхарст. Коли вона відмовляє його пропозиції одруження, Далімар починає тримати її там силою, так само як і найняту ним покоївку Роуз Сомерсет. Крім цього, Чарльз Далімар прагне досягти безсмертя і не зупиниться ні перед чим на шляху до нього. («Ravenhearst», «Return to Ravenhearst», «Escape From Ravenhearst», «Key to Ravenhearst», «Ravenhearst Unlocked», «Rewind», «Crossfade» та «The Dalimar Legacy»)
- Карнавал Мадам Фейт — сюжетна лінія, яка відбувається на магічному карнавалі, ключовою фігурою якого є ворожка-ясновидиця Мадам Фейт. Чоловік на ім'я Алістер Далімар намагається відібрати у Мадам Фейт її скляну кулю, щоб за допомогою неї стати безсмертним. («Madame Fate», «Fate's Carnival» та «Crossfade»)
- Пансіонат Хакслі — сюжетна лінія, яка відбувається у пансіонаті Хакслі у Шотландії, де жінка на ім'я Мередіт Хакслі, внаслідок глибокої душевної травми, намагається підкорити волю всіх оточуючих собі, змушуючи їх чітко дотримуватись її правил і вбиваючи всіх, хто цього не робить. («Broken Hour» та «Crossfade»)
- Анку — сюжетна лінія, яка відбувається у містечку Дредмонд у Шотландії, де живе ветеран Першої світової війни Річард Галловей. Під час війни він за допомогою Анку (образ смерті у міфології бретонців) уникнув смерті, а зараз за її допомогою висмоктує життєву енергію у місцевих жителів, щоб самому залишатися безсмертним. («The Black Veil» та «Crossfade»)
- Пірат Фінеас Краун — сюжетна лінія, яка розгортається навколо жадібного і жорстокого пірата Фінеаса Крауна з другої половини 18-го століття, чий привид існує донині та створює неприємності. («13th Skull» та «Black Crown»)

Крім сюжетних ліній, ігри також пов'язані між собою локаціями та персонажами. Наприклад, є Манчестерська психіатрична лікарня або поселення Дайр-Гроув, в яких відбуваються події декілької непов'язаних між собою сюжетних ліній. Також є персонажі, наприклад Архівіст, Елісон Стерлінг або Мардж Гейл, які присутні у різних непов'язаних між собою сюжетних лініях.
Також є ігри, у яких присутні сюжетні елементи одразу багатьох попередніх ігор: «Rewind», де зустрічаються персонажі з більшості попередніх ігор; «Moths to a Flame» та «Crossfade», де гравець відвідує локації з попередніх ігор і зустрічає там персонажів з цих ігор. Сюжет деяких ігор не продовжується в наступних іграх, їх події та персонажі не згадуються в наступних іграх або згадуються побіжно.
В спін-оф серії ігор «Fragments of Truth» запущеній в 2025 році, яку розробляє та сама компанія, що і оригінальну серію, сюжет відбувається в спільному із MCF всесвіті, і обертається навколо того самого детективного агентства, однак там головним героєм є інший детектив, а не Майстер-Детектив.

## Персонажі

### Головний персонаж
- Майстер-Детектив (Master Detective) — провідний слідчий з детективного агентства «MCF», якому доручають найскладніші та найзаплутаніші справи, часто містичні, із магією та надприродними явищами. Не вказується чи це чоловік, чи це жінка: є деталі які вказують і на одне, і на інше (надалі, для зручності, у статті припускатиметься що це "він"). Майже нічого не відомо про особистість Майстер-Детектива, окрім того, що він чи вона володіє надзвичайними розумовими здібностями і здатністю розв'язувати загадки, які не під силу більшості інших людей, а також що це хоробра людина, яка не боїться йти назустріч небезпеці. Також йому чи їй властиві почуття гумору та самоіронія. Нічого не відомо і про життя Майстер-Детектива до початку сюжету ігр серії. Помітно, що він чи вона протягом ігор серії поступово отримує все більшу популярність завдяки розкритим ним чи нею злочинам, чи загадкам, зокрема часто впізнають без представлення або навіть просять автограф. Обличчя, як і вся передня частина тіла Майстер-Детектива, ніколи не показується гравцю (окрім ігор «Crossfade» та «A Crime in Reflection», де його обличчя затемнене). Гравець в процесі гри може побачити лише руки детектива, на які завжди одягнені шкіряні рукавички (крім одного моменту в грі «A Crime in Reflection», де детектив знімає рукавичку). Іноді, у кат-сценах, можна побачити Майстер-Детектива зі спини. Він завжди одягнений у сіре пальто і чорний капелюх. Гравець ніколи не чує голос[en] Майстер-Детектива, крім гри «Dire Grove, Sacred Grove», у якій можна в налаштуваннях вибрати чи це буде жіночий голос, чи це буде чоловічий голос (за замовчуванням, жіночий). Всі репліки детектива показуються текстом замість голосу.

### Антагоністи
Деякі з антагоністів серії ігор:
- Чарльз Далімар (Charles Dalimar, роль виконав актор Денніс Кляйнсміт) — антагоніст, який зустрічається у серії ігор найчастіше. Одержимий ідеєю власного безсмертя, і для цього будує апарат, який висмоктує життєву енергію з інших. Дитинство провів у жахливих умовах із матір'ю, для якої він був лише прислужником. Внаслідок цього, він на довгі роки потрапив до психіатричної лікарні у Манчестері. Втікши із лікарні, він познайомився і закохався в Емму Рейвенхарст, але коли вона відмовила його пропозиції одруження, став тримати її силою, як і найняту ним покоївку Роуз Сомерсет. Народжених від нього і Роуз дівчат-близняток чекала та сама доля. Однак, Майстер-Детектив, здійснивши подорож назад у часі, влаштував його арешт і тим самим створив альтернативну реальність, де Чарльз Далімар не встиг наробити багато лиха.
- Алістер Далімар (Alister Dalimar) — антагоніст, другий за частотою появи у серії ігор. Батько Чарльза Далімара. Народився у середньовічному місті Рейвенхарст. Намагається за будь-яку ціну досягти безсмертя, для чого завзято вивчає магію та алхімію. Різними методами, хорошими й не дуже, йому вдається досягти безсмертя, але для закріплення результату він намагається відібрати магічну скляну кулю у ворожки Мадам Фейт.
- Шарлотта Сомерсет (Charlotte Somerset) та Ґвендалін Сомерсет (Gwendolynn Somerset) — сестри-близнючки, дочки Чарльза Далімара і Роуз Сомерсет, онучки Алістера Далімара. Дитинство провели у неволі (так само як і їх матір), у якій їх тримав їх батько Чарльз Далімар. В дорослому віці стали лояльними до свого дідуся Алістера Далімара, допомагаючи йому досягти його цілей, і будучи такими самими жорстокими і божевільними, як і він.
- Віктор Далімар (Victor Dalimar) — син Чарльза Далімара і Роуз Сомерсет, онук Алістера Далімара, брат Шарлотти та Ґвендалін. На відміну від його сестер, його батько Чарльз Далімар добре до нього ставився і дозволяв знущатися над своїми сестрами. У дорослому віці був "правою рукою" Чарльза Далімара, допомагав йому утримувати маєток Рейвенхарст, а після смерті батька намагався повернути його до життя.
- Архівіст (Archivist) — людина із манією величі, яка дуже хотіла бути детективом в агентстві «MCF», але йому багаторазово у цьому відмовляли. Це дуже сильно вдарило по його самолюбству та викликало у нього заздрість до Майстер-Детектива (який, відмінно від нього, все ж таки є агентом «MCF», при чому дуже успішним) разом із бажанням йому помститися. Він найнявся до агентства на посаду завідувача архіву, але не полишав спроб стати детективом, хоч всі ці спроби були неуспішними. На ньому завжди вдягнений протигаз. Раніше цей протигаз був потрібен, щоб захищати його від пилюки у архіві, а пізніше протигаз захищав його самого від галюциногенного газу, за допомогою якого він наводить галюцінації на інших.
- Фінеас Краун (Phineas Crown) — жорстокий і жадібний пірат з другої половини 18-го століття, чий привид живе і донині. За свою кар'єру пірата вкрав дуже багато скарбів, після чого був готовий на все щоб їх захистити. Був дуже вимогливим і жорстоким до своїх підлеглих, через що вони часто планували проти нього повстання, але завжди зазнавали невдачі.
- Мередіт Хакслі (Meredith Huxley) — жорстока і холоднокровна жінка із механічним серцем. Колись, для порятунку її життя, її чоловік поміняв її серце на механічне. Її життя дійсно було врятоване, але вона повністю втратила людяність і емпатію. Вона стала одержима правилами та жорстоко карала всіх, хто їх порушував.
- Річард Галловей (Richard Galloway) — ветеран Першої світової війни, який живлячись життєвою енергією жителів міста Дредмонд, досі живий і виглядає молодим. За довгі роки безсмертя він почав поступово божеволіти.

Не всі з присутніх в серії ігор антагоністів мають злі наміри самі по собі. Часто антагоністи діють під впливом якогось злого духа (наприклад, Глорія Кодінгтон у «The Countess»), або самі були жертвою причиненого їм зла (наприклад, Елвін Крокер у «The Revenant's Hunt» або Долорес у «The Last Resort»), або стали жертвою дуже несприятливих життєвих обставин (наприклад, Мередіт Хакслі у «Broken Hour»). Часто, перемагаючи антагоніста, Майстер-Детектив не просто його перемагає, а рятує його із ситуації, в якій він є заручником обставин.

### Основні персонажі
Основні персонажі (протагоністи), які зустрічаються хоча б у двох іграх серії (більшість основних персонажів є одноразовими — зустрічаються лише в одній грі):
- Емма Рейвенхарст (Emma Ravenhearst) — американка, яка у 1894 році приїхала із Айови до Блекпулу, щоб працювати шкільною вчителькою. Там познайомилась із Чарльзом Далімаром, із яким у неї почався роман. Однак згодом вона почала помічати його дивну поведінку. Коли вона вирішила їхати назад до Америки, її здоров'я різко погіршилось, і їй довелось залишитись у Далімара. Пізніше вона з'ясувала, що він її труїв, щоб не дати їй поїхати. Вона вирішила втікти, але Чарльз Далімар впіймав і вбив її при спробі це зробити. Її душа опинилася у пастці у маєтку Далімара, і лише через сторіччя Майстер-Детектив звільнив її душу.
- Роуз Сомерсет (Rose Somerset) — доглядальниця, яку Чарльз Далімар найняв, щоб вона доглядала за хворою Еммою Рейвенхарст. Так само як і Емма, опинилась у пастці і була змушена жити із Далімаром проти своєї волі, а потім так само була вбита ним.
- Мадам Фейт (Madame Fate) — ворожка-ясновидиця, яка жила і працювала на названому на її честь карнавалі, та передбачала майбутнє за допомогою своєї магічної скляної кулі. Алістер Далімар дуже хотів забрати в неї цю скляну кулю, щоб за її допомогою стати безсмертним.
- Елісон Стерлінг (Allison Sterling, роль виконала акторка Дейві-Блу) — студентка-археолог, а пізніше журналістка-розслідувачка, яка подекуди допомагає Майстер-Детективу із розслідуваннями.
- Автоматон (Automaton) — робот з маєтку Рейвенхарст у вигляді людини із телевізором замість голови. Через цей телевізор Майстер-Детектив отримує підказки, а також через нього Майстер-Детективу антагоністи передають свої відеоповідомлення. Хоч це і механічний пристрій, іноді він проявляє ознаки емоцій чи самосвідомості.
- Королева Англії (Queen of England) — виконує роль начальника Майстер-Детектива (до 23-ї гри серії): відправляє його на завдання, забезпечивши його інструкціями та інформацією про суть справи; хвалить за успішно закриті справи (кожна гра починається або з прочитання детективом листа від королеви, або з розмови із нею телефоном). Хоч її ім'я ніколи не називається, очевидною є відсилка до королеви Єлизавети II.
- Евелін Рейвенхарст (Evelyn Ravenhearst) — керівниця детективного агентства «MCF» і прямий нащадок Емми Рейвенхарст, на яку дуже схожа зовнішністю. Вона з'явилась після того, як Майстер-Детектив повернувся назад у часі, завчасно зупинив Чарльза Далімара і врятував всіх його жертв, створивши цим нову реальність. Евелін відправляє Майстер-Детектива розслідувати справи, забезпечивши його інструкціями та інформацією про суть справ (починаючи з 26-ї гри серії). Має дружні і довірчі стосунки із Майстер-Детективом.

## Ігровий процес

### Основні характеристики
Перша гра серії, «Mystery Case Files: Huntsville», є однією з перших казуальних відеоігор в жанрі пошуку прихованих предметів. В іграх цього жанру гравець має знайти певний набір предметів, схованих серед багатьох інших предметів на екрані.

Скріншот з гри Mystery Case Files: Ravenhearst (однієї з найперших ігор цієї серії).

Перші чотири гри серії, розроблювані компанією «Big Fish Games», мають приблизно однаковий ігровий процес. Гравцю видається завдання (перевірити одного підозрюваного, розслідувати один злочин, знайти одну сторінку щоденика тощо), яке він має виконати за відведений час (зазвичай, пів години ±10 хвилин). В межах одного завдання гравцеві доступні декілька локацій на ігровій мапі. Кожна локація являє собою статичне або майже статичне зображення із величезною кількістю дрібних деталей. До кожної локації наводиться список об'єктів (згенерований випадковим чином), які гравець має на них знайти, і деякі з цих об'єктів є досить дрібними чи малопомітними, або ж гравцю треба зробити певні дії, перш ніж об'єкт стане видимим і доступним. Як тільки гравець знайшов потрібну кількість об'єктів, він має вирішити головоломку (розставити частини зображення в правильному порядку, скласти слова із наявних літер, правильно запустити машину Голдберга, тощо), після проходження якої завдання завершується. Якщо гравцю не вдалося впоратись із завданням за відведений час, воно починається знову. Після завершення певної кількості завдань (один-два десятки) починається головне завдання, в ході якого в сюжеті гри наступає розв'язка. Гра завершується разом із завершенням головного завдання.

Скріншот з гри Mystery Case Files: Key to Ravenhearst для пристрою на Android.

Скріншот з гри Mystery Case Files: Incident at Pendle Tower (однієї з останніх ігор серії).

В п'ятій грі серії, «Return to Ravenhearst», ігровий процес суттєво змінився і в ньому з'явилися багато з тих рис, що притаманні останнім іграм цієї серії. Тепер гра складається з трьох-чотирьох десятків локацій, між якими гравець може переміщуватись, шукаючи необхідні предмети (поміщаючи їх в інвентар при знаходженні) і застосовуючи їх для просування по сюжету. Локації є 2.5-вимірними (або, за іншою термінологією, псевдотривимірними): кожна локація складається з нерухомого фону, на якому розташовані різноманітні предмети (ніби головний герой стоїть на одному місці та дивиться на одну точку). Деякі частини локації можна наближати: натиснувши на певну область локації відкривається віконце зі збільшенням цієї частини локації. Коли гравець переходить з однієї локації на іншу, з екрана зникає зображення попередньої локації та з'являється зображення наступної. Гравець завжди грає від першої особи, бачить світ очима головного героя (тобто, не бачить його з боку, як у багатьох інших іграх).
Одразу після запуску гри, до появи головного меню, гравцю показується вступний відеоролик, в якому дуже коротко показується передісторія сюжету гри з перспективи одного з основних персонажів (часто антагоніста).
Ігровий процес є лінійним: гравцю почергово видаються завдання (потрапити до певного приміщення, знайти певний предмет, звільнити певного персонажа тощо), кожне з них виконується в межах всього декількох локацій. Після виконання одного завдання, видається наступне, при цьому можуть стати доступними наступні декілька локацій. Гра завершується після виконання гравцем останнього завдання.
У грі «Rewind» (17-та за ліком) серія на один раз повернулася до ігрового процесу характерного для перших чотирьох ігор серії.

### Деталі ігрового процесу
Головний герой записує до щоденника всі свої спостереження, описує всі події які із ним трапилися, разом зі своїми думками та емоціями щодо них, туди ж він прикріплює знайдені ним записки й фотографії. Гравець у будь-який момент може відкрити та почитати цей щоденник.
В процесі гри гравцю часто треба проходити мініігри або проходити локації, на яких йому треба знайти послідовність дрібних і малопомітних предметів, список яких відображається на екрані.
Гравець може скористатися підказкою, якщо не може здогадатися як далі просуватися сюжетом, або пропустити мінігру, якщо не може її пройти. За сюжетом, у таких випадках, Майстер-Детектив користується детективним комп'ютером, який надає йому підказку. Також, починаючи з «Shadow Lake», гравцю доступна мапа, на якій показується де зараз знаходиться головний персонаж, на яких локаціях є доступні дії, а які локації вже повністю пройдені. Мапа дозволяє гравцю переміститись на будь-яку доступну локацію в один клік, замість того щоб переходити між сусідніми локаціями. Починаючи з гри «The Harbinger», мапа являє собою набір зображень локацій із лініями між ними (у вигляді графу), до цього це була схема місцевості (у вигляді архітектурного плану) або іграшковий макет місцевості.
Починаючи з «Fate's Carnival», кожна гра має бонусну частину (також вона наявна і у «13th Skull»), сюжет якої відбувається або до, або після подій основної частини. У ній гравець керує або Майстер-Детективом, або кимось із персонажів пов'язаних з основною частиною (іноді антагоністом). Іноді, на самому початку бонусної частини, її головний персонаж заглядує в дзеркало, щоб показати гравцю ким є цей головний персонаж, яким гравець керує. Якщо сюжет бонусної частини відбувається після подій основної частини, то він продовжує і доповнює її сюжет. Якщо до, то сюжет бонусної частини є передісторією сюжету основної частини, пояснює як і чому сталися події основної частини, що до них призвело. Крім того, гравцю з головного меню доступні "додаткові матеріали" (англ. extras): фони для робочого столу із зображеннями персонажів і локацій гри, концепт-арт, музика з гри, всі присутні в грі мініігри (які можна пройти заново) тощо. До гри «The Harbinger» вони ставали доступними лише після завершення бонусної частини.
Також, в іграх є один або декілька наборів "колекційних предметів" (англ. collectibles): на кожній або майже кожній локації в грі є один чи декілька предметів (однакового типу), малопомітні або такі, що змінюють форму. Гравцю, як додатковий квест, пропонується їх всі знайти. Наприклад, у грі «The Harbinger» на кожній локації є по дві маленькі малопомітні карти Таро, які гравцю пропонується знайти. Також, в іграх присутні і досягнення.
Кожна гра (окрім перших декількох ігор серії) має дві версії: дешевшу звичайну, в якій є лише основна частина сюжету, та дорожчу розширену версію ("Collector's Edition"), в якій є бонусна частина сюжету, колекційні предмети, досягнення та інші додаткові матеріали.
Є можливість налаштовувати складність гри. Залежно від складності, будуть різні обмеження частоти використання підказок, буде присутнє чи відсутнє візуальне виділення зон з доступними діями, курсор буде чи не буде змінюватись над такими зонами тощо.

## Перелік ігор
1. Mystery Case Files: Huntsville — перша гра серії, випущена 14 листопада 2005 року. Одразу після виходу, гра побила усі попередні рекорди продажів казуальних ігор більш ніж на 100 %. Було продано копій гри на суму понад 1 мільйон доларів менш ніж за три місяці. В результаті, гра протягом тривалого часу трималася у топ-10 за кількістю придбань на всіх основних вебсайтах розповсюдження казуальних ігор.[4] Спочатку вона була випущена як онлайн-гра для завантаження на ПК. У липні 2006 року «Big Fish Games» підписала угоду з «Activision Value» про розповсюдження гри у роздрібних магазинах на всій території США.[5][gz 1]
2. Mystery Case Files: Prime Suspects — друга гра серії, випущена у квітні 2006 року. Портал «Gamezebo» відзначив, що у грі гарно намальована графіка, гарний сюжет та ігровий процес, але останні рівні гри надто схожі на попередні і складність гри не збільшувалася; також, персонажі стали помітнішою частиною гри, оскільки розслідування крутиться навколо кількох різних персонажів.[gz 2][gz 3][gz 4]
3. Mystery Case Files: Ravenhearst — третя гра серії, випущена 15 грудня 2006 року для ПК та перевипущена для Nintendo DS у квітні 2013 року.[gz 5][6][7][8] Вона стала третьою найпродаванішою грою для персонального комп'ютера в США у тиждень перед щорічною "чорною п'ятницею". За шість тижнів було продано понад 100 000 копій.[3]
4. Mystery Case Files: Madame Fate — четверта гра серії, випущена 7 листопада 2007 року.[gz 6][gz 7][9]
5. Mystery Case Files: Return to Ravenhearst — п'ята гра серії, випущена 26 листопада 2008 року, в якій порівняно із попередніми іграми серії, було докорінно змінено ігрову механіку. Ця гра є другою частиною сюжетної лінії про маєток Рейвенхарст.[10][11][gz 8] На додаток до локацій із прихованими об'єктами, які були характерними для попередніх ігор серії, розробники "додали графічний пригодницький компонент, який дозволяє гравцям досліджувати та взаємодіяти зі світом Рейвенхарсту як ніколи раніше". Тепер можна переміщатися маєтком Рейвенхарст і його околицями; збирати предмети, які взаємодіють з ігровим світом. Головоломки та сцени з прихованими об'єктами інтегровані у різні локації гри. Такі сцени позначені блискітками, щоб привернути увагу гравця. Також, ця гра є першою у серії, де персонажі базуються на реальних акторах, замість того, щоб бути повністю намальованими.[ign 1]
6. Mystery Case Files: Dire Grove — шоста гра серії, випущена 25 листопада 2009 року.[12][13][14][ign 2][gz 9] Отримала переважно схвальні відгуки: гра має на Metacritic оцінку 82 бали,[15] а на GameRankings рейтинг у 75 %.[16]
7. Mystery Case Files: 13th Skull — сьома гра серії, випущена 25 листопада 2010 року.[gz 10][17] Портал IGN оцінив цю гру як "добру" з оцінкою 7.0 за її презентацію, ігровий процес, графіку, звук і підтримку інтересу гравця протягом всього сюжету.[ign 3]
8. Mystery Case Files: Escape From Ravenhearst — восьма гра серії, випущена 23 листопада 2011 року. Ця гра є третьою частиною сюжетної лінії про маєток Рейвенхарст.
9. Mystery Case Files: Shadow Lake — дев'ята гра серії, випущена 20 листопада 2012 року. Це була остання гра розроблена «Big Fish Studios», внутрішнім підрозділом компанії-видавця «Big Fish Games». На порталі «Gamezebo» гра отримала оцінку 4 з 5.[gz 11]
10. Mystery Case Files: Fate's Carnival — десята гра серії, випущена 26 листопада 2013 року, та перша гра серії розроблена компанією «Elephant Games». На порталі «All About Casual Games» гра отримала оцінку 4.5 із 5 та була вибрана спільнотою найкращою грою у номінації «Talk of the Town».[aacg 1]
11. Mystery Case Files: Dire Grove, Sacred Grove — одинадцята гра серії, випущена 26 листопада 2014 року; друга і остання розроблена компанією «Elephant Games». На порталі «All About Casual Games» гра отримала оцінку 4.5 із 5, отримала позначку «Вибір редакції» та була номінована на «кращу гру року».[aacg 2]
12. Mystery Case Files: Key to Ravenhearst — дванадцята гра серії, випущена 27 жовтня 2015 року, перша гра розроблена компанією «Eipix Entertainment». Ця гра є четвертою частиною сюжетної лінії про маєток Рейвенхарст. Гра отримала оцінку 4.5 з 5 на «Gamezebo»[gz 12] і таку саму оцінку на «All About Casual Games».[aacg 3]
13. Mystery Case Files: Ravenhearst Unlocked — тринадцята гра серії, випущена 27 листопада 2015 року. Ця гра є п'ятою частиною сюжетної лінії про маєток Рейвенхарст і продовжує сюжет попередньої гри. Вона вийшла для найбільшої кількості платформ серед усіх ігор серії: Windows, Mac OS X, iOS і Android. Гра отримала оцінку 4.5 з 5 на «Gamezebo»[gz 13] та 5 із 5 на «All About Casual Games».[aacg 4]
14. Mystery Case Files: Broken Hour — чотирнадцята гра серії, випущена 7 березня 2016 року. На порталі «All About Casual Games» гра отримала оцінку 5 із 5, позначку «Вибір редакції» та названа "складною, приголомшливою, переконливою і просто всебічно сенсаційною". Також була вибрана спільнотою найкращою грою у номінації «Talk of the Town».[aacg 5]
15. Mystery Case Files: The Black Veil — п'ятнадцята гра серії, випущена 22 грудня 2016 року. На порталі «All About Casual Games» гра отримала оцінку 4.5 із 5 та була вибрана читачами «Найкращою пригодницькою грою» у голосуванні за «Найращу гру 2017 року».[aacg 6]
16. Mystery Case Files: The Revenant's Hunt — шістнадцята гра серії, випущена в липні 2017 року. На порталі «All About Casual Games» гра отримала оцінку 4 із 5, при цьому було зазначено що ця гра "трохи розчарує фанатів".[aacg 7]
17. Mystery Case Files: Rewind — сімнадцята гра серії, випущена в березні 2018 року. Ігровий процес на один раз повернувся до того, який був у перших чотирьох іграх серії: простий пошук предметів, замість пригодницького ігрового процесу формату "point-and-click". На порталі «All About Casual Games» гра отримала оцінку 4 із 5 і була охарактеризована як "приємна подорож спогадами".[aacg 8]
18. Mystery Case Files: The Countess — вісімнадцята гра серії, випущена 23 листопада 2018 року. Портал «All About Casual Games» дав грі оцінку 4 із 5, сказавши про гру що це "захоплива пригода із привидами, хоча їй бракує складності".[aacg 9]
19. Mystery Case Files: Moths to a Flame — дев'ятнадцята гра серії, випущена 21 вересня 2019 року. Портал «All About Casual Games» дав грі оцінку 5 із 5, зазначивши що вона "є однією з найскладніших і найбільш вражаючих ігор серії на сьогодні".[aacg 10]
20. Mystery Case Files: Black Crown — двадцята гра серії, випущена 28 листопада 2019 року, та остання створена компанією «Eipix Entertainment».[aacg 11]
21. Mystery Case Files: The Harbinger — двадцять перша гра серії, випущена 20 серпня 2020 року, та перша зроблена компанією «GrandMA Studios». Після завершення бонусної частини, з'являється кат-сцена із тизером до наступної гри серії - «Crossfade».[aacg 12]
22. Mystery Case Files: Crossfade — двадцять друга гра серії, випущена 25 листопада 2020 року. Ця гра є сюжетним продовженням минулої гри, а також включає в себе сюжети чотирьох інших ігор серії.[aacg 13]
23. Mystery Case Files: Incident at Pendle Tower — двадцять третя гра серії, випущена 23 листопада 2021 року.
24. Mystery Case Files: The Last Resort — двадцять четверта гра серії, випущена 22 листопада 2022 року.
25. Mystery Case Files: The Dalimar Legacy — двадцять п'ята гра серії, випущена 16 березня 2023 року. Продовжує сюжетну лінію про маєток Рейвенхарст.
26. Mystery Case Files: A Crime in Reflection — двадцять шоста гра серії, випущена 21 листопада 2023 року.
27. Mystery Case Files: The Riddle of Mrs. Bishop — двадцять сьома гра серії, випущена 26 листопада 2024 року. Остання випущена на цей момент гра (станом на кінець 2024 року).

## Спін-офи
- Mystery Case Files: Agent X — гра, розроблена компанією Glu Mobile, і випущена 14 квітня 2008 року для мобільних пристроїв з операційною системою Symbian (використовувалась переважно на пристроях Nokia). Вона стала першою грою MCF випущеною для мобільного пристрою. За сюжетом, Майстер-Детектив, разом з іншою агенткою «MCF» на ім'я Хлоя, розслідують серію окремих справ, які їм доручає агент Флінт, голова операційного відділу агентства «MCF». Ігровий процес полягає у тому, що гравець на зображенні із великою кількістю дрібних і малопомітних предметів має знайти всі предмети зі списку, переміщуючи курсор по цьому зображенню за допомогою кнопок мобільного пристроя.[ign 4]
- Mystery Case Files: MillionHeir — гра, розроблена компаніями Griptonite Games та Big Fish Games, і випущена 8 вересня 2008 року для Nintendo DS. Детектив розслідує викрадення мільйонера на ім'я Філ Т. Річ (англ. Phil T. Rich, гра слів: читається як "filthy rich", тобто "безумно багатий"). На верхньому екрані ігрової консолі відображається локація цілком, а на нижньому показана наближена частина локації, де гравець має стилусом натискати на предмети, які хоче знайти.[yt 1][mcf 1]
- Mystery Case Files: The Malgrave Incident — гра, розроблена компаніями Sanzaru Games[ru] та Big Fish Games, і випущена 27 червня 2011 року для ігрової приставки Wii (створеної компанією Nintendo). Детектив вирушає до віддаленого острова, колись густонаселеного, але тепер майже безлюдного, на прохання одного з останніх його мешканців, Вінстона Малгрейва. Він просить детектива зібрати розкиданий по всьому острову чарівний цілющий пил, щоб врятувати його дружину Сару. Відмінно від інших ігор MCF, у цій грі локації є тривимірними: гравець може переміщатися локацією та оглядатися навколо.[yt 2][mcf 2]
- Mystery Case Files: Spirits of Blackpool — гра, розроблена компанією Big Fish Games, і  випущена 24 жовтня 2013 року для iOS, тільки для Канади.[18]

## Серія романів
Американський письменник-фантаст Джордан Грей (справжнє ім'я — Мел Одом) написав серію із чотирьох романів за мотивами серії ігор «Mystery Case Files». Вони були видані канадським книговидавництвом Harlequin Enterprises в 2010 та 2011 роках. Серія включає такі книги:
- Stolen («Вкрадений») — перший том у серії, опублікований у серпні 2010 року. В ньому розповідається про молоду пару, Моллі та Майкла Грехем, які переїжджають до Блекпула, щоб жити спокійним і безтурботним життям. Але спокійне життя у них припиняється, коли крик біля старого театру приводить їх до тіла вбитої жінки, чиє минуле переплітається з залізничною катастрофою в Блекпулі сімдесят років тому, до втраченої дитини та до сховища коштовних картин, контрабандою вивезених із Лондону під час Другої світової війни.[mcf 3]
- Vanished («Зниклий») — другий том у серії, опублікований у листопаді 2010 року. Історія починається з того, що піратський корабель вривається в гавань Блекпулу і випадково стріляє з гармати. Раптом усі в місті починають говорити про піратське прокляття та про вкрадене циганами золото. Ніхто, однак, не ставиться до цього серйозно, поки одного з жителів міста не знаходять зарізаним до смерті. Розслідуючи цю справу, подружжя Грехемів приходить до висновку, що далеко не одна людина хотіла бажала жертві смерті. А також те, що через своє розслідування вони нажили собі дуже сильних ворогів.[mcf 4]
- Submerged («Занурений») — третій том у серії, опублікований у лютому 2011 року. Відновлювальний грант допомагає здійснити великий проєкт із відновлення морського флоту, залишаючи місто в політичному хаосі. Поки Моллі пробирається крізь натовп, молоду жінку викрадають, злочинця знаходять мертвим, а у гавані знаходять уламки. Моллі та Майкл Грехем знову занурюються в історію про контрабанду, зраду та вбивства... і ще глибше занурюються у найшокуючі та найбільш ретельно приховувані таємниці Блекпула.[mcf 5]
- Unearthed («Розкопаний») — четвертий том у серії, опублікований у травні 2011 року. За чарівною історією англійського прибережного містечка Блекпул криється багато секретів, які зберігаються з покоління в покоління. Таких секретів, для збереження яких деякі люди готові вбити. Для подружжя Грехемів розкриття правди стало особистою справою, оскільки їхній друг знаходиться між життям і смертю в лікарні. Його намагалися застрелити, щоб змусити його замовкнути, і подружжя сповнене рішучості дізнатися, заради чого він ризикував своїм життям, і хто хотів його вбити щоб зберегти свої таємниці.[mcf 6]